# Benperidol
Benperidol, được bán dưới tên thương mại Anquil  cùnd với những tên khác, là một loại thuốc là một dẫn xuất butyrophenone rất mạnh. Đây là thuốc an thần kinh mạnh nhất trên thị trường châu Âu, với độ tương đương chlorpromazine cao tới 75 đến 100 (khoảng 150 đến 200% về liều so với haloperidol). Nó là một chống loạn thần, có thể được sử dụng để điều trị bệnh tâm thần phân liệt, nhưng nó được sử dụng chủ yếu để kiểm soát hành vi cuồng dâm chống đối xã hội, và đôi khi được quy định để người phạm tội quan hệ tình dục như một điều kiện của họ tạm tha, như là một sự thay thế cho thuốc chống androgen như cyproterone axetat.
Benperidol được phát hiện tại Janssen Pharmaceutica vào năm 1961.

## Tổng hợp

Tổng hợp Benperidol: